# Jürgen Pommerenke
Jürgen Pommerenke (n. 22 ianuarie 1953, Wegeleben, Saxonia-Anhalt, Germania) este un fotbalist ce a reprezentat Republica Democrată Germană, medaliat olimpic. A participat la o ediție a Jocurilor Olimpice (1972) în care a câștigat o medalie de bronz.